# Lebrunia (Plantae)
Lebrunia, monotipski biljni rod iz porodice kalofilumovki, dio reda malpigijolike. Jedina vrsta je L. busbaie, endem iz DR Konga